# Ľubomír Urgela
Ľubomír Urgela (sinh 29 tháng 1 năm 1990) là một cầu thủ bóng đá Slovakia thi đấu ở vị trí tiền đạo cho FC ViOn Zlaté Moravce.